# Wartburg (KwaZulu-Natal)
Pour les articles homonymes, voir Wartburg.
Wartburg est une ville du KwaZulu-Natal, en Afrique du Sud.
La ville doit son nom au château de la Wartbourg en Thuringe où Martin Luther a traduit la Bible en allemand. Elle fut ainsi nommée par les familles d'immigrés arrivées en Afrique du Sud en 1848. Une importante population germanophone vit encore dans les environs de la ville. 
La ville est économiquement soutenue par l'industrie agricole environnante, la production de canne à sucre et de bois.  